# Raymond Lis
Raymond Auguste Lis (* 30. August 1888 in Armentières; † 21. Dezember 1916 in Villers-Bretonneux) war ein französischer Turner.

## Leben und Karriere
Lis turnte für den Verein Société de Gymnastique L’Etoile d’Armentières aus dem nordfranzösischen Armentières. Er nahm als Mitglied der französischen Turnriege an den Olympischen Sommerspielen 1908 in London teil, die den Mannschaftsmehrkampf auf dem fünften Rang unter acht teilnehmenden Nationen mit insgesamt 319 von 480 möglichen Punkten beendete. Der Mehrkampf bestand aus einer bis zu 30 Minuten dauernden Gruppenübung nach dem schwedischen System. Der 40-köpfigen Riege gehörten außerdem Léon Bogart, Albert Borizée, Nicolas Constant, Charles Courtois, Henri Debreyne, Louis Delattre, Alfred Delescluse, Louis Delescluse, Georges Demarle, Joseph Derou, Camille Desmarcheliers, Charles Desmarcheliers, Édmond Dharancy, Georges Donnet, Émile Duhamel, Albert Duponchelle, Paul Durin, Alphonse Eggremont, G. Guiot, Léon Hennebicque, Hubert Hubert, Désiré Hudelo, Edmond Labitte, Louis Léstienne, Victor Magnier, Georges Nys, Louis Poppe, Joseph Parent, Alphonse Pinoy, Victor Polidori, Gustave Pottier, Louis Sandray, Édouard Schmoll, Émile Steffe, Émile Vercruysse, Hugo Vergin, Ernest Vicogne, Jules Walmée und Gustave Warlouzet an.
Lis arbeitete als Gymnastiklehrer und trat im Oktober 1909 als Mitglied des 110e régiment d'infanterie dem Militär bei. Im Oktober 1914 absolvierte der Franzose erfolgreich seinen Militärpilotenschein und wurde anschließend in der Fliegerstaffel Escadrille 15 (N 15) eingesetzt. Er wurde im Dezember 1916 im Luftkampf während der Schlacht an der Somme getötet. Für seine Dienste wurde Lis das Croix de guerre (Kriegskreuz) mit Palmenzweig verliehen.